# Volkspark Schwelgern

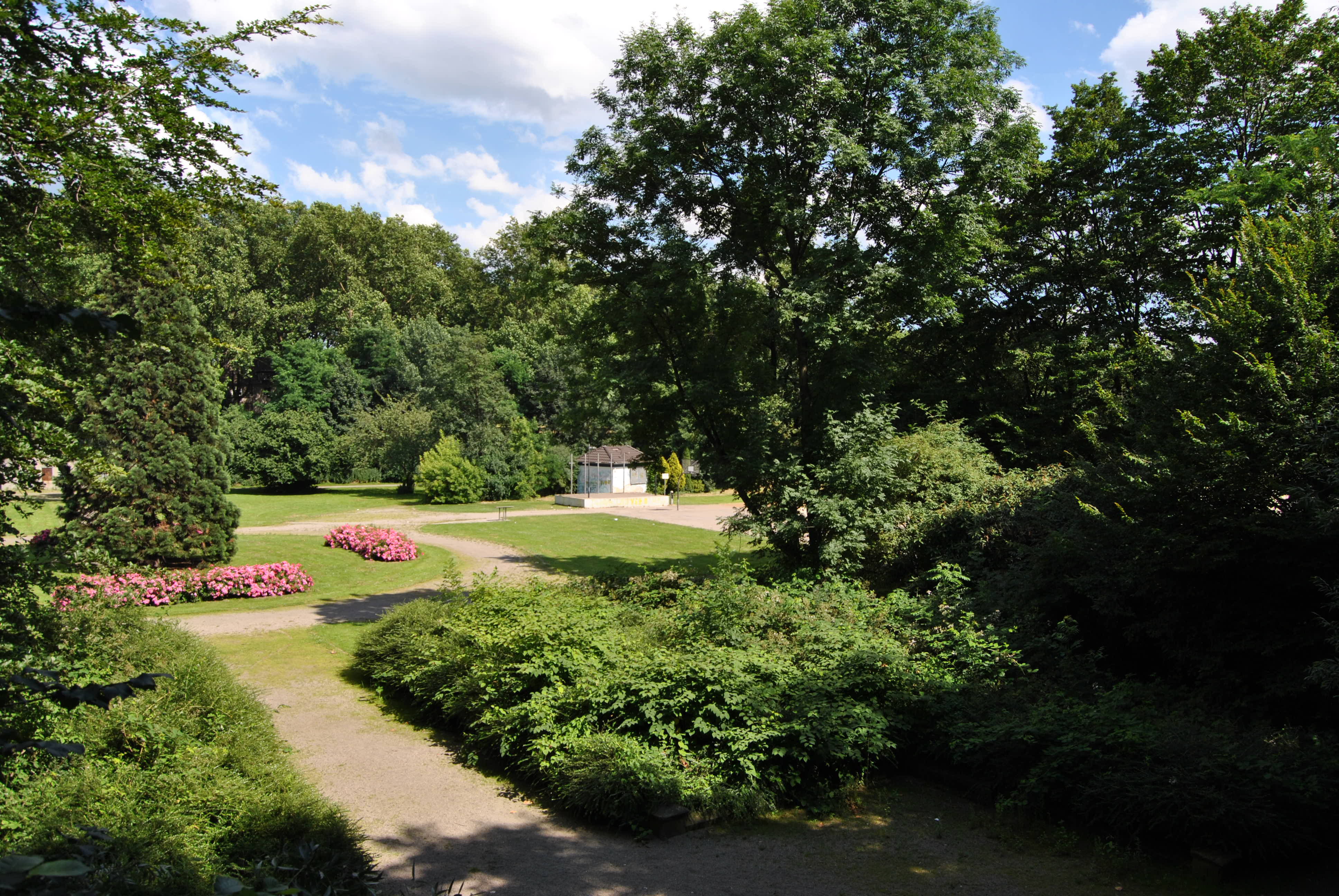
Volkspark Schwelgern

Der Volkspark Schwelgern ist ein Park im Stadtteil Marxloh der kreisfreien Großstadt Duisburg in Nordrhein-Westfalen. Mit einer Fläche von 10,4 Hektar ist er der achtgrößte Park der Stadt.

## Geschichte, Gestaltung und Pflege

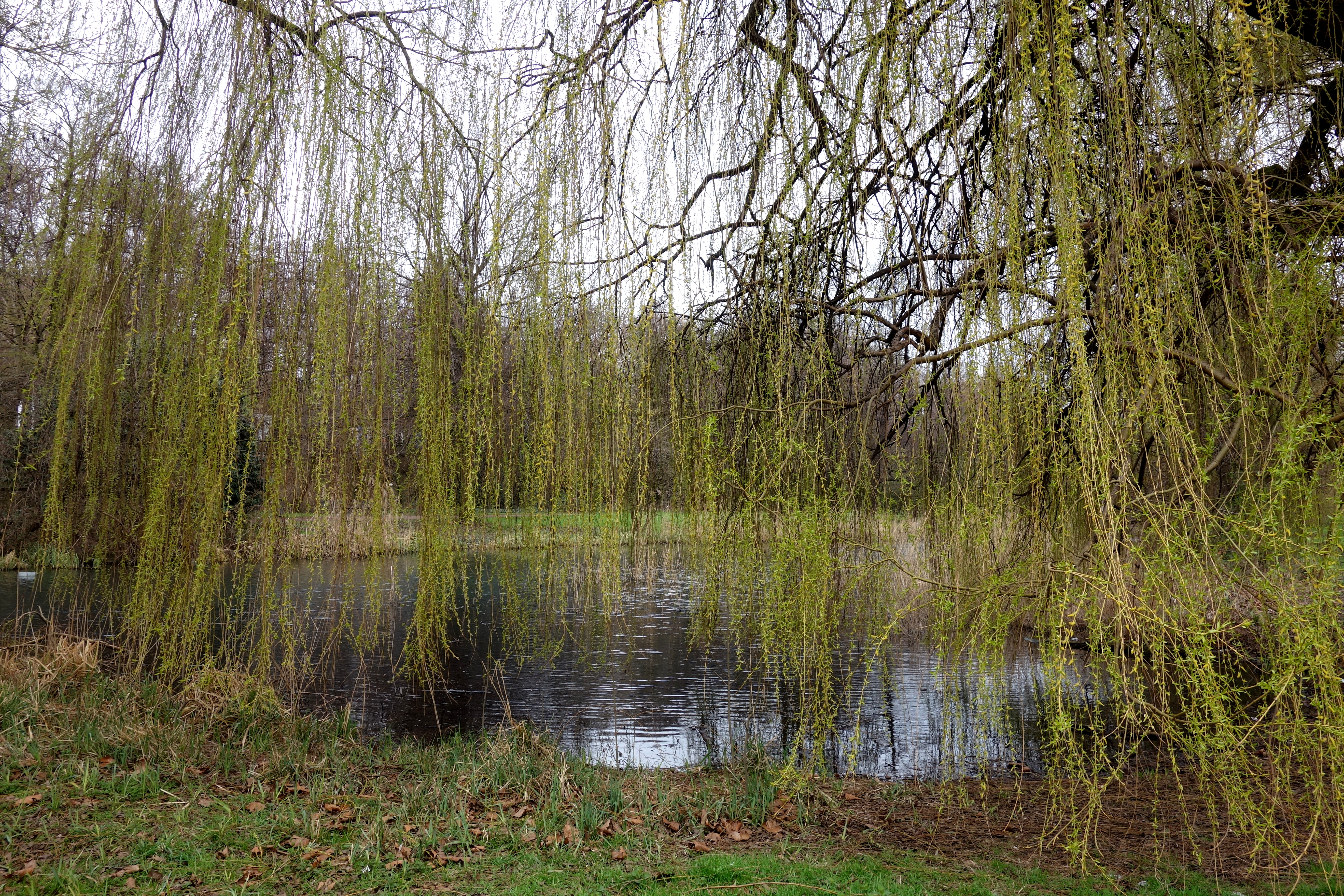
Teich mit Trauerweide (März 2021)

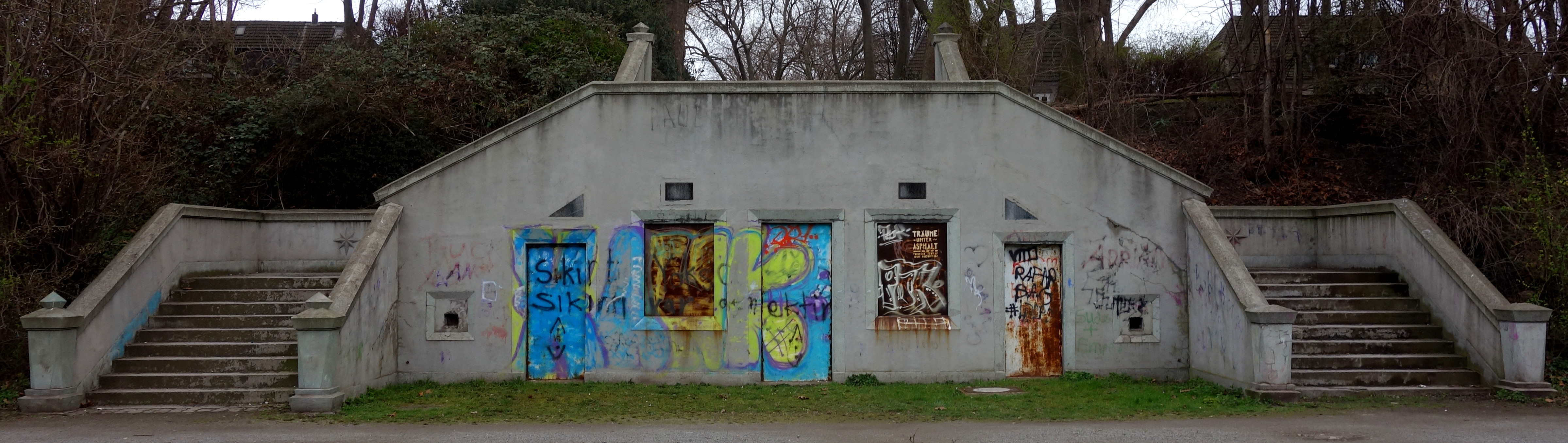
Treppenanlage

Ursprünglich war das Gelände des Volksparks ein ca. 56 Morgen großes brach liegendes Sumpfgebiet, welches der Ehrenbürger August Thyssen der Stadt Hamborn im Jahre 1923 schenkte. In den Jahren 1923 bis 1925 entstand hier die Parkanlage. Vorher musste der Grundwasserspiegel abgesenkt und das Gelände von Abwässern befreit werden.
Im Rahmen der 1000-Jahr-Feier der Rheinlande und des 25-jährigen Gemeindejubiläums fand am 20. September 1925 die Einweihungsfeier im Schwelgernstadion statt.
Ausgestattet ist das Parkgelände mit denkmalgeschützten Treppenanlagen an den Haupteingängen sowie mit einem Brunnen und einem Teich. Im Süden befindet sich das 1925 eröffnete Schwelgernstadion und das Schwelgernbad, im Norden eine Kleingartenanlage und die Kiebitzmühle, eine 1856 erbaute Turmwindmühle.
1998 wurde der Teich aufwändig saniert. Durch Blätter und schädliche Emissionen der August Thyssen-Hütte hat sich im Laufe der Jahrzehnte eine ein Meter dicke Schlammschicht gebildet, die durch Faulgase am Grund keine Vegetation mehr aufkommen ließ. Auch die Einfassung mit Holzpflöcken war so morsch geworden, dass auch das Ufer und sein Umfeld neu gestaltet werden mussten. Über dem Bach wurde eine neue Holzbrücke installiert und die Mündung mit Sandsteinen eingefasst. Der Uferbereich wurde mit Schilf und Gräsern und die alten Mönche mit Seerosen bepflanzt, wodurch sich der Teich wieder zu einem wertvollen Biotop entwickelte.

## Fauna
Folgende Tierarten haben im Schwelgernpark ihren Lebensraum:

### Insektenarten
Libellen, Schmetterlinge

### Fischarten
Döbel, Goldorfe, Karpfen, Sonnenbarsch

### Amphibien und Reptilien
Frösche, Schildkröten

### Vogelarten
Amsel, Baumläufer, Blässhuhn, Blaumeise, Buchfink, Bussard, Eichelhäher, Elster, Fitis, Gänsesäger, Gebirgsstelze, Graugans, Graureiher, Habicht, Hausgans, Heckenbraunelle, Hohltaube, Kanadagans, Kleiber, Kohlmeise, Kormoran, Krickente, Kuckuck, Mandarinente, Möve, Nilgans, Rabenkrähe, Ringeltaube, Rotkehlchen, Schwanzmeise, Singdrossel, Specht, Sperber, Star, Stieglitz, Stockente, Tafelente, Teichhuhn, Türkentaube, Turmfalke, Zaunkönig, Zwergtaucher

### Säugetiere
Eichhörnchen, Igel, Kaninchen

## Flora

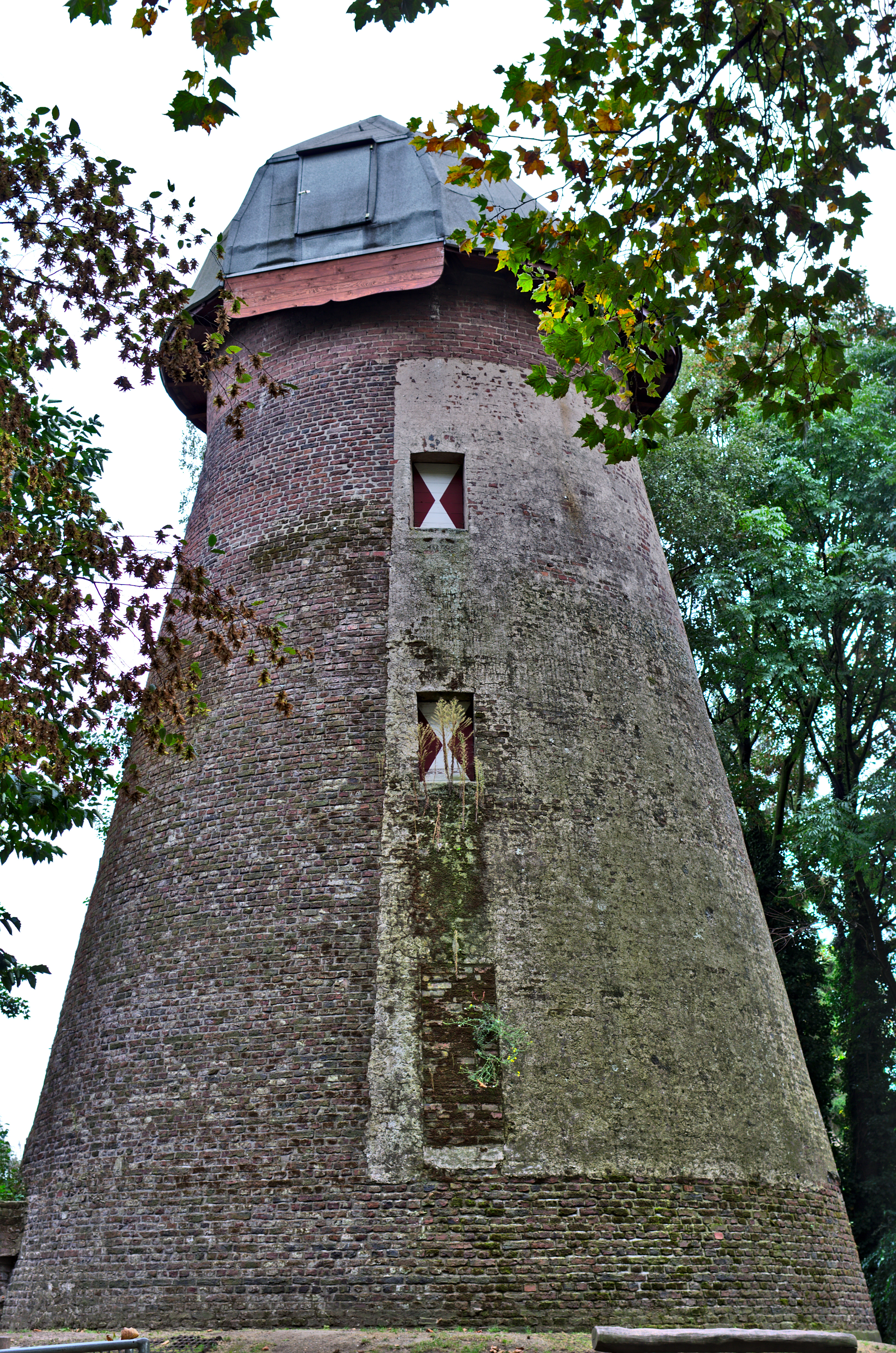
Kiebitzmühle (2016)

Der Schwelgernpark ist geprägt von einer artenreichen Vegetation. Insbesondere gedeihen hier folgende Pflanzenarten:
Amberbaum, Berberitze, Blutahorn, Blutpflaume, Eberesche, Eibe, Esskastanie, Feuerdorn, Forsythie, Geißblatt, Gewöhnliche Mahonie, Ginkgobaum, Großblattschneeball, Haselnuss, Hopfen, Korkenzieher-Weide, Kornelkirsche, Lorbeerkirsche, Mammutbaum, Maulbeerbaum, Mehlbeere, Pfaffenhütchen, Pfeifenstrauch, Platane, Robinie, Rosskastanie, Rotbuche, Roter Flieder, Sandbirke, Säulenpappel, Schlitzblättriger Holunder, Schmetterlingsstrauch, Schneebeere, Schwarzer Holunder, Schwarz-Erle, Sibirische Fiederspiere, Silber-Pappel, Sommerlinde, Trauerweide, Tulpenbaum

## Kiebitzmühle
Die denkmalgeschützte Kiebitzmühle am Rande des Schwelgernparks wurde im Jahre 1856 von Josef Kempken, genannt Passmann, gebaut. 1866 brannte sie ab, wurde aber 1870 wieder aufgebaut. Bis 1912 war sie noch in Betrieb, verlor aber 1918 während eines Sturms ihr Flügelwerk. Der letzte Besitzer der Kiebitzmühle, Heinrich Wolters, verkaufte sie an die Gewerkschaft Deutscher Kaiser. Später ging sie in den Besitz der Rheinischen Wohnstätten AG über.
Heute ist die Mühle Eigentum der Stadt Duisburg. Im Zuge einer Außensanierung im Jahre 1985 erhielt sie eine neue Schindelhaube.

## Freizeiteinrichtungen

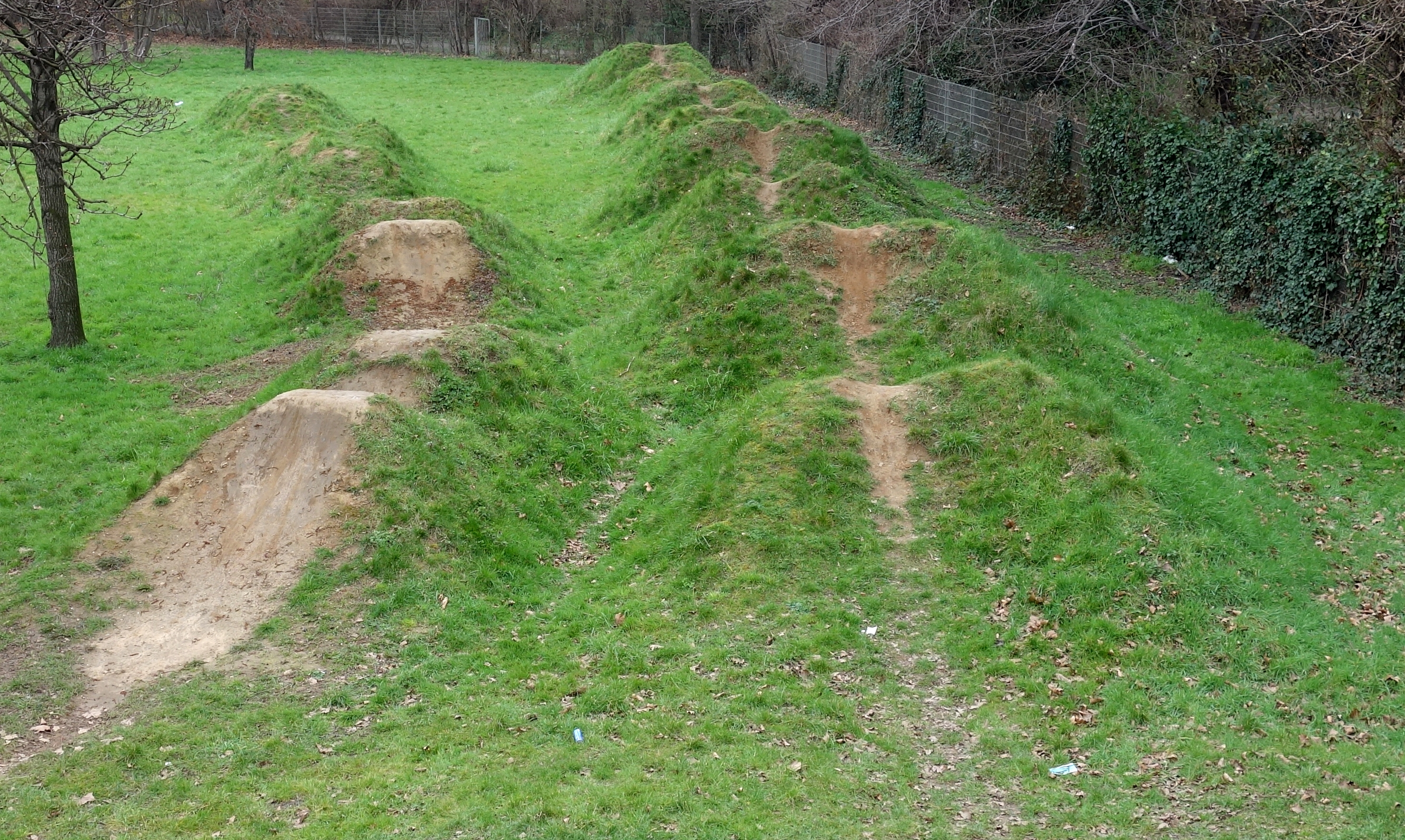
Dirt-Bike-Strecke

Innerhalb des Parkgeländes befinden sich ein Feld für Beachvolleyball und für Beachsoccer sowie ein Streetballbereich. Weiterhin stehen den Parkbesuchern zwei feste Grills sowie eine größere Anzahl von Ruhebänken zur Verfügung. Für Kinder und Jugendliche wurde eine Dirt-Bike-Strecke angelegt.

## Denkmalschutz
Der Volkspark Schwelgern wurde am 5. Februar 1996 unter der Nummer 390 in die Liste der Baudenkmäler in Duisburg-Hamborn eingetragen.